# それだけでいい
「それだけでいい」は、日本の歌手・大原櫻子の14作目のシングル。
ライブツアー「For You～あなたが作る櫻子Live～」の初日公演でリリースが発表された。
通常版、DVD付きの初回限定盤の2形態で発売された。初回限定盤には「それだけでいい」のミュージックビデオが収録されている。

## 収録曲
| #         | タイトル           | 作詞       | 作曲              | 編曲              | 時間 |
| --------- | ------------------ | ---------- | ----------------- | ----------------- | ---- |
| 1.        | 「それだけでいい」 | 大原櫻子   | Konagawa Takahiro | Konagawa Takahiro | 4:41 |
| 2.        | 「笑顔の種」       | 高橋久美子 | 山本加津彦        | Konagawa Takahiro | 3:56 |
| 合計時間: | 合計時間:          | 合計時間:  | 合計時間:         | 合計時間:         | 8:37 |